# استورایومن
استورایومن (به سوئدی: Storuman) یک منطقهٔ مسکونی در سوئد است که در بخش استورایومن واقع شده‌است. استورایومن ۳٫۱۲ کیلومتر مربع مساحت و ۲٬۲۰۷ نفر جمعیت دارد.